# Окупація Домініканської Республіки військами США (1965—1966)
Не слід плутати з Окупація Домініканської Республіки (1916—1924).
Вто́ргнення США в Домініка́нську Респу́бліку (англ. United States occupation of the Dominican Republic (1965–1966)) (1965) — військова операція під кодовою назвою «Силовий вузол» (англ. Operation Power Pack) проведена Збройними силами США з метою вторгнення на територію Домініканської Республіки та повалення лівого уряду, що прийшов до влади після тривалої громадянської війни.

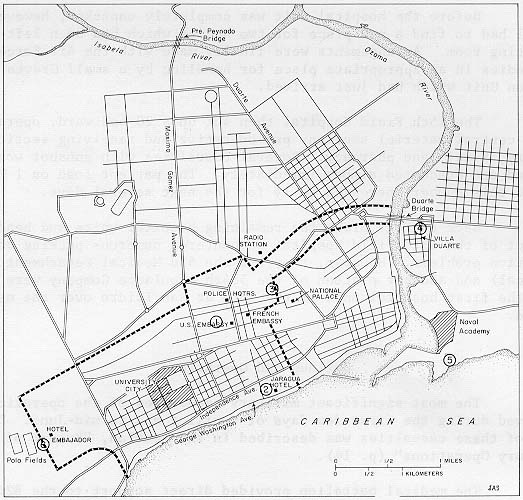
Диспозиція військ у ході проведення операції «Силовий вузол» (Operation Power Pack)

Військова операція розпочалася з введення в країну 28 квітня підрозділів морської піхоти США, за якими незабаром прибула 82-га повітряно-десантна дивізія XVIII-го корпусу. Інтервенція закінчилася у вересні 1966 виведенням усіх американських військ.